# Plateau-Problem

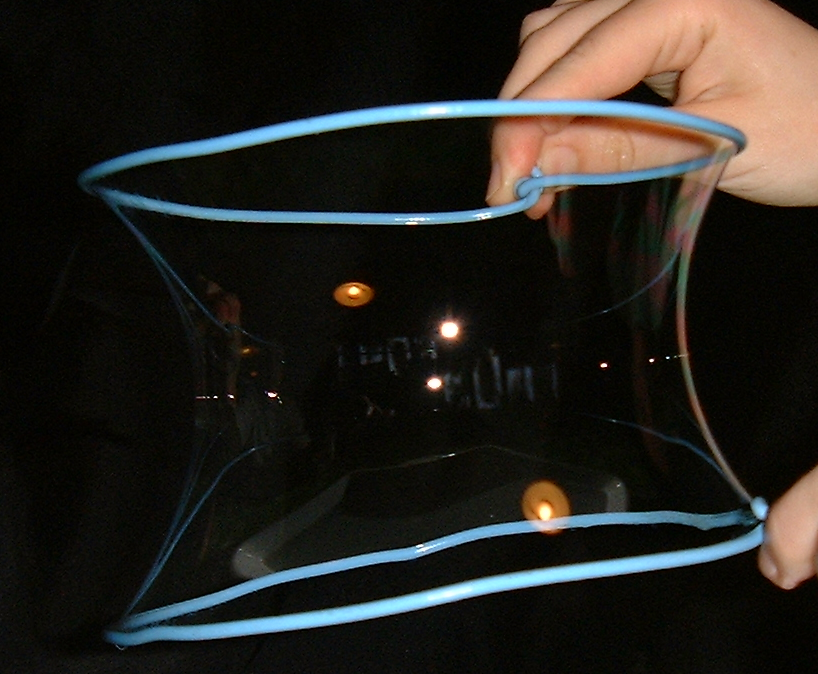
Die von Joseph Plateau untersuchten Seifenfilme sind eine natürliche Lösung für das Plateau-Problem.

In der Mathematik besteht das Plateau-Problem darin, eine Minimalfläche zu finden, die als Rand eine gegebene Kurve besitzt. Es ist benannt nach Joseph Plateau, der die Formen von Seifenhäuten in Drahtgestellen experimentell bestimmte. Erstmals mathematisch formuliert wurde das Problem 1760 durch Joseph-Louis Lagrange. Es gehört zum Gebiet der Variationsrechnung.
In allgemeinerem Sinn versteht man darunter einen ganzen Komplex von Problemen, die von folgender Form sind: man finde ein Element aus einer vorgegebenen Menge {\displaystyle E} von „Oberflächen“, die bestimmte Randbedingungen erfüllen, und die eine gegebene „Flächen“-Funktion {\displaystyle f\colon E\to \mathbb {R} } minimieren oder ein kritischer Punkt dieser Funktion sind. Außerdem sollten die Lösungen bestimmte Regularitätsbedingungen erfüllen. Das Plateauproblem hat seit seiner Formulierung im 19. Jahrhundert zu viel Forschungsarbeit und neuen Entwicklungen in der Mathematik Anstoß gegeben und stellt in seinen verschiedenen Verallgemeinerungen auch noch offene Probleme zum Beispiel bei Minimalflächen.

## Lösung des Problems
Im Laufe der Zeit wurden verschiedene spezielle Formen des Problems gelöst, beispielsweise von Schwarz im Jahre 1865. 1928 löste René Garnier das Plateau-Problem durch Lösung eines Riemann-Hilbert-Problems für polygonale Randkurven. Ein Approximationsprozess löst das Plateau-Problem dann für stetige Randkurven. Der Beweis der Existenz einer Lösung des Problems gelang jedoch erst Anfang der 1930er Jahre unabhängig voneinander Jesse Douglas und Tibor Radó mit Mitteln der direkten Methoden der Variationsrechnung (vgl. als Beispiel die Lösung des Dirichletprinzips). Douglas (der für die Lösung die erste Fields-Medaille erhielt) löste das Problem ursprünglich nur für Flächen im dreidimensionalen euklidischen Raum (mit einer Jordan-Kurve als Rand), die topologisch einer Scheibe entsprechen (Genus 0). Douglas und Richard Courant verallgemeinerten die Lösung auf beliebiges topologisches Geschlecht und mehrere disjunkte Kurven als Ränder. Während Douglas und Rado eine Art Energie-Funktional minimierten, gaben Herbert Federer und Wendell Fleming 1960 eine Lösung mit geometrischer Maßtheorie. Ernst Robert Reifenberg gab 1961 eine Lösung für beliebiges Geschlecht mit neuartigen Methoden.
Charles Morrey betrachtete das verallgemeinerte Problem auf Flächen in allgemeinen Riemannschen Mannigfaltigkeiten. Eine Variante des Problems, in der die gesuchten Flächen physikalischen Seifenblasen besser angepasst sind, untersuchte Frederick Almgren, weiter verfolgt unter anderem von Jean Taylor und Jenny Harrison.
In mehr als drei Dimensionen und für Hyperflächen anderer Dimension {\displaystyle k} als {\displaystyle k\geq n-1} existieren nicht immer reguläre Lösungen (Ennio De Giorgi und andere ab 1961). Im Fall {\displaystyle k\geq n-1} treten singuläre Lösungen aber erst in {\displaystyle n\geq 8} auf.

## Parametrische Formulierung des Problems
Es sei {\displaystyle \Gamma \subset \mathbb {R} ^{3}} eine Jordankurve mit drei fest gewählten Punkten {\displaystyle X_{1},X_{2},X_{3}\in \Gamma .} Gesucht ist eine Abbildung {\displaystyle X\colon {\overline {B}}\to \mathbb {R} ^{3}} auf dem Abschluss der offenen Kreisscheibe {\displaystyle B=\{(u,v)\in \mathbb {R} ^{2}\,:\,u^{2}+v^{2}<1\}} mit der Eigenschaft {\displaystyle X(\partial B)=\Gamma } mit dem Rand {\displaystyle \partial B=\{(u,v)\in \mathbb {R} ^{2}\,:\,u^{2}+v^{2}=1\}} von {\displaystyle B.} Von der Abbildung {\displaystyle X} werden folgende Eigenschaften verlangt:
- Harmonizität: {\displaystyle \triangle X(u,v)=0} in {\displaystyle B}
- Konformität: {\displaystyle |X_{u}(u,v)|^{2}=|X_{v}(u,v)|^{2}} sowie {\displaystyle X_{u}\cdot X_{v}=0} in {\displaystyle B}
- Topologische Randbedingung: {\displaystyle X\colon \partial B\to \Gamma } Homöomorphismus auf {\displaystyle \Gamma }
- 3-Punktebedingung: {\displaystyle X(e^{2\pi ik/3})=X_{k}} für {\displaystyle k=1,2,3.}

## Erweitertes Problem in höheren Dimensionen
Die Erweiterung des Problems auf höhere Dimensionen, also auf k-dimensionale Flächen im n-dimensionalen Raum, stellt sich dagegen als weitaus schwieriger dar. Insbesondere sind Lösungen des allgemeinen Problems nicht notwendig regulär, sondern können Singularitäten besitzen. Dies gilt stets für {\displaystyle k\leq n-2}, aber auch für den Fall einer Hyperfläche, also {\displaystyle k=n-1}, wenn {\displaystyle n\geq 8}.